# Árkossy Vilmos
Árkossy-Krebner Vilmos (eredeti neve: Krebner Vilmos János) (Szatmár, 1870. június 13. – Budapest, 1956. május 10.) operett- és népszínműénekes, színész.

## Életpályája
1886-ban Dancz Lajos társulatában kezdte pályáját, majd más vidéki együttesekben (Szeged, Miskolc) szerepelt. 1888-ban Halmai Imrenél volt látható. 1889–1891 között Gerőfy Andornál játszott. 1891-ben Károlyi Lajoshoz szerződött. 1894–1897 között Deák Péter társulatában szerepelt. 1897–1899 között Dobó Sándor színművésznél volt. 1899-ben Feld Zsigmondhoz került. 1901-ben Leszkay András foglalkoztatta. 1902–1904 között Janovics Jenőnél játszott. 1904–1910 között Zilahy Gyula társulatában játszott. 1912-ben a Magyar Állami Operaház szerződtette, de a hozzá fűzött reményeket nem váltotta be. 1913-ban már Balla Kálmánnál volt látható. 1914-ben Polgár Károlynál szerepelt. 1916–1919 között Faragó Ödön foglalkoztatta. 1921–1923 között Kardoss Gézánál működött. Az 1930-as évek elején a Magyar Színházban játszott.

## Családja
Szülei Krebner Antal és Balog Erzsébet voltak. Első felesége Zoltán Olga (1876–1902) és a második felesége Szabó Irma (1872–1930) is színésznő volt. 1932. szeptember 7-én, Budapesten házasságot kötött Záborszky Máriával (1887–?). Lánya, Árkossy Olga is színésznő volt.

## Színházi szerepei
- Suppé: Boccaccio – Lambertuccio
- Offenbach: Hoffmann meséi – Spalanzani
- Lehár Ferenc: A hercegkisasszony – Dr. Hippolite Clérinay

## Rádiójátékai
- Follinus Aurél: Náni – Lupi bácsi
- Burnett: Kis lord – Tomas
- Csepreghy Ferenc: A piros bugyelláris – Török Mihály tölgyesi biró
- Bihari-Sas: Bolond Istók – Mihály
- Török Rezső: A narancs – 1. legény
- Zilahy Lajos: Az ökör – Csendőrkáplár
- Jókai Mór: Az aranyember – II. csempész
- Verő György: A bajusz – Arató gazda
- Vándor Kálmán: Kormányválság – Thomas
- Almási Tihamér: Hanka – Csendbiztos
- Csermely Gyula: Szent Márton rózsafái – Plébános
- Fazekas Mihály: Ludas Matyi – Gazda
- Hallósy Márta: A csoda – 2. munkás
- Lodovici: Anya és fia – Hivatalszolga
- Kőváry Gyula: Kőváry kabinetje – Párából
- Szép Ernő: Azra – Egy rab
- Dumas: A három testőr – Második kocsmáros
- Bibe Lajos: A juss – Pusztázó
- Harsányi Zsolt: A vén gazember – Kontra
- Sheffani: A hős – Jaques
- Bokor József: Kurucfurfang – Kertész

## Filmjei
- Bors István (1938-1939)
- Dr. Kovács István (1941)
- Lelki klinika (1941)